# Canal de la Zornmühle
Le canal de la Zornmühle est le plus méridional des quatre bras canalisés de l'Ill dans le quartier historique et touristique de la Petite France à Strasbourg, à proximité des Ponts couverts. 

## Localisation

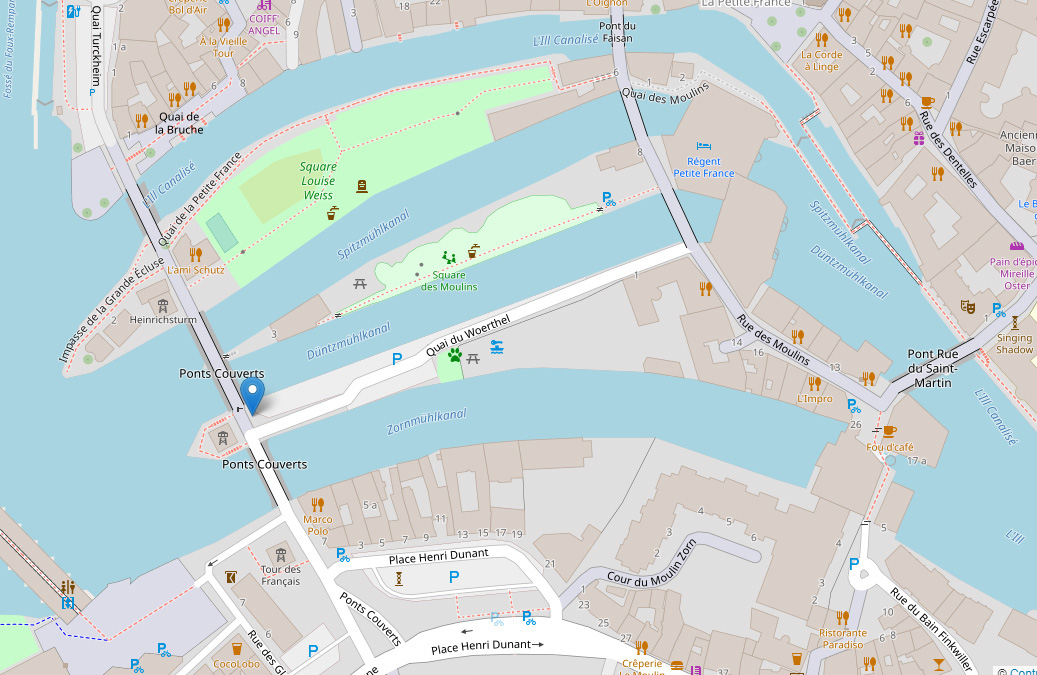
Le canal de la Zornmühle au premier plan.

Parallèle, du nord au sud, au canal de navigation, au canal de la Spitzmühle et au canal de la Dinsenmühle, il est bordé au nord par le quai du Woerthel. Les maisons qui donnent directement sur l'eau ont généralement leur entrée principale sur la place Henri-Dunant. D'autres donnent sur la cour du Moulin-Zorn.

## Histoire
Le canal apparaît sur le plan de la Ville de Strasbourg réalisé par Conrad Morant en 1548.
Son nom lui vient d'un moulin dont la présence est attestée dans un quartier des pêcheurs  (inter piscatores) dès le XIIIe siècle. Il est reconstruit en 1771 par F. N. Zorn de Plobsheim, selon une pierre scellée dans la mur. Vendu en 1821, il est une nouvelle fois reconstruit en 1834.
Ce site pittoresque a inspiré artistes et photographes, qui le mettent volontiers en scène avec la cathédrale et/ou l'église Saint-Thomas à l'arrière-plan.

Vues historiques.
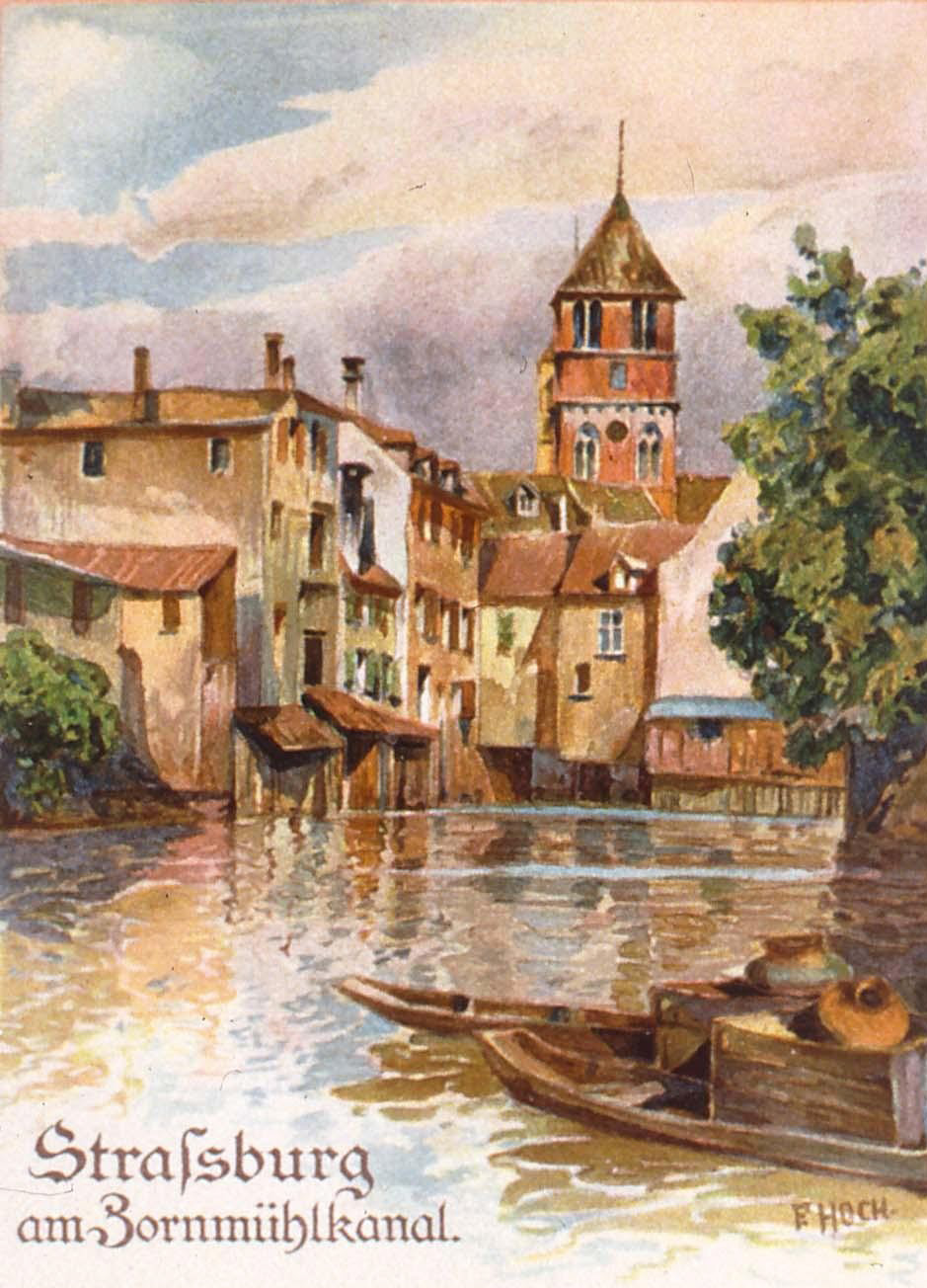
Franz Hoch, 1900.
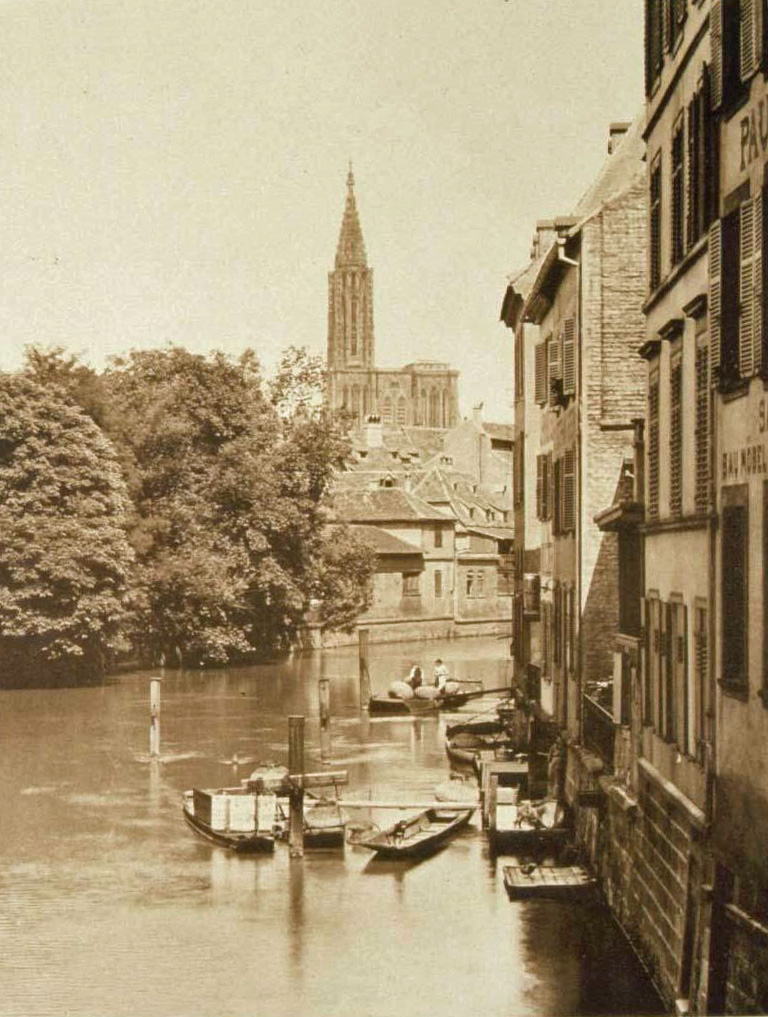
Jules Manias, 1900.
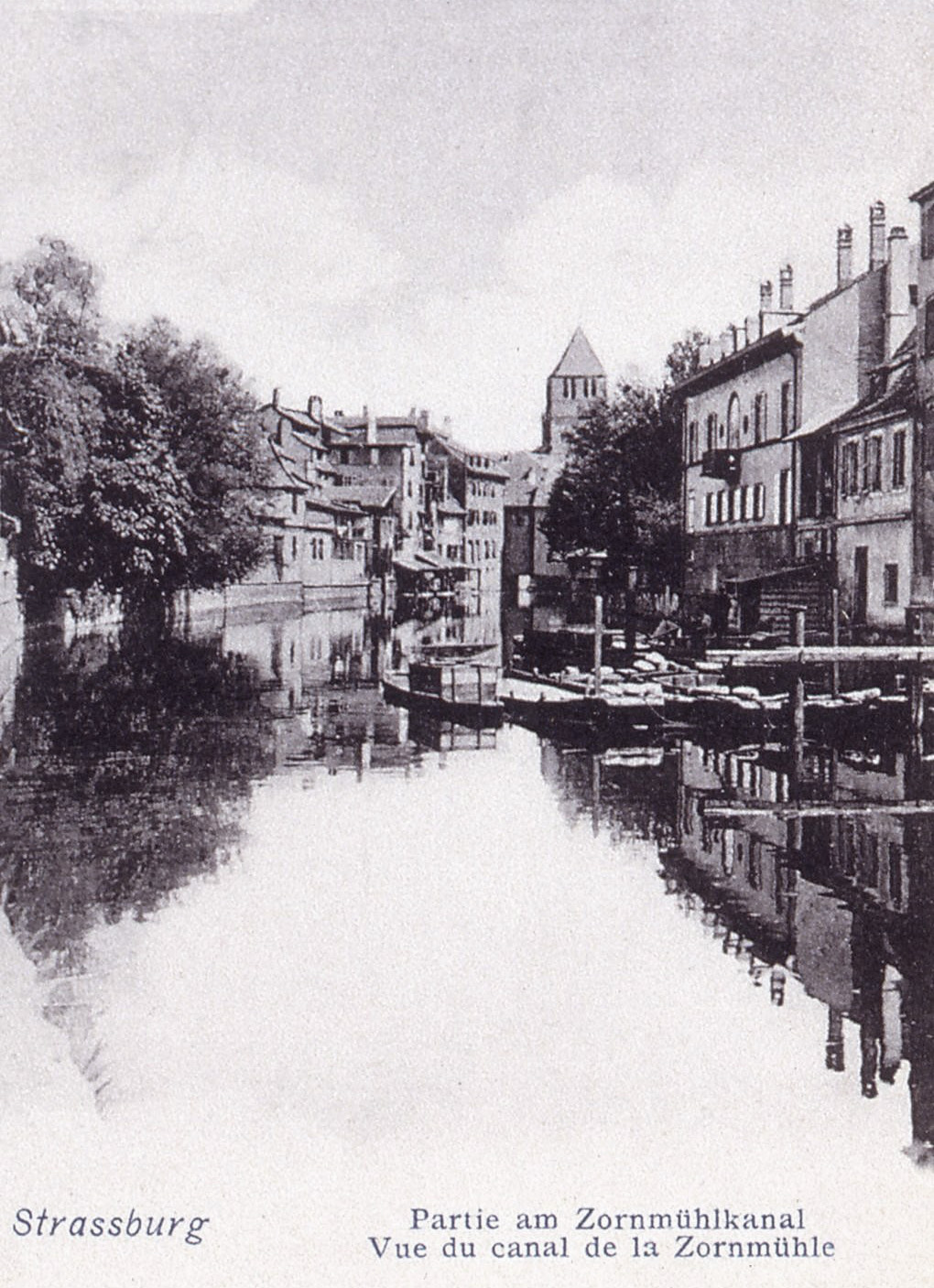
1901.
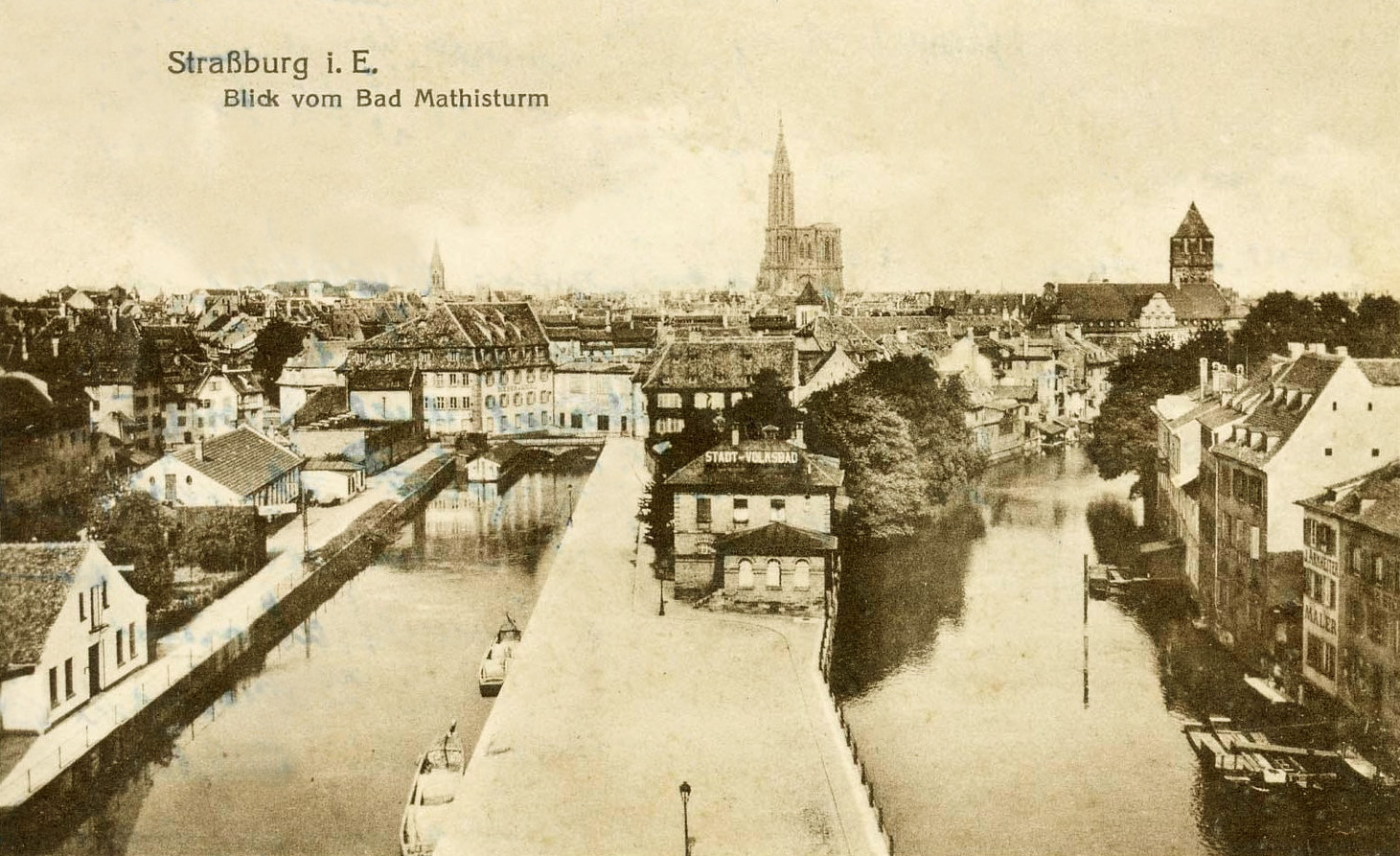
Carte postale, 1919.
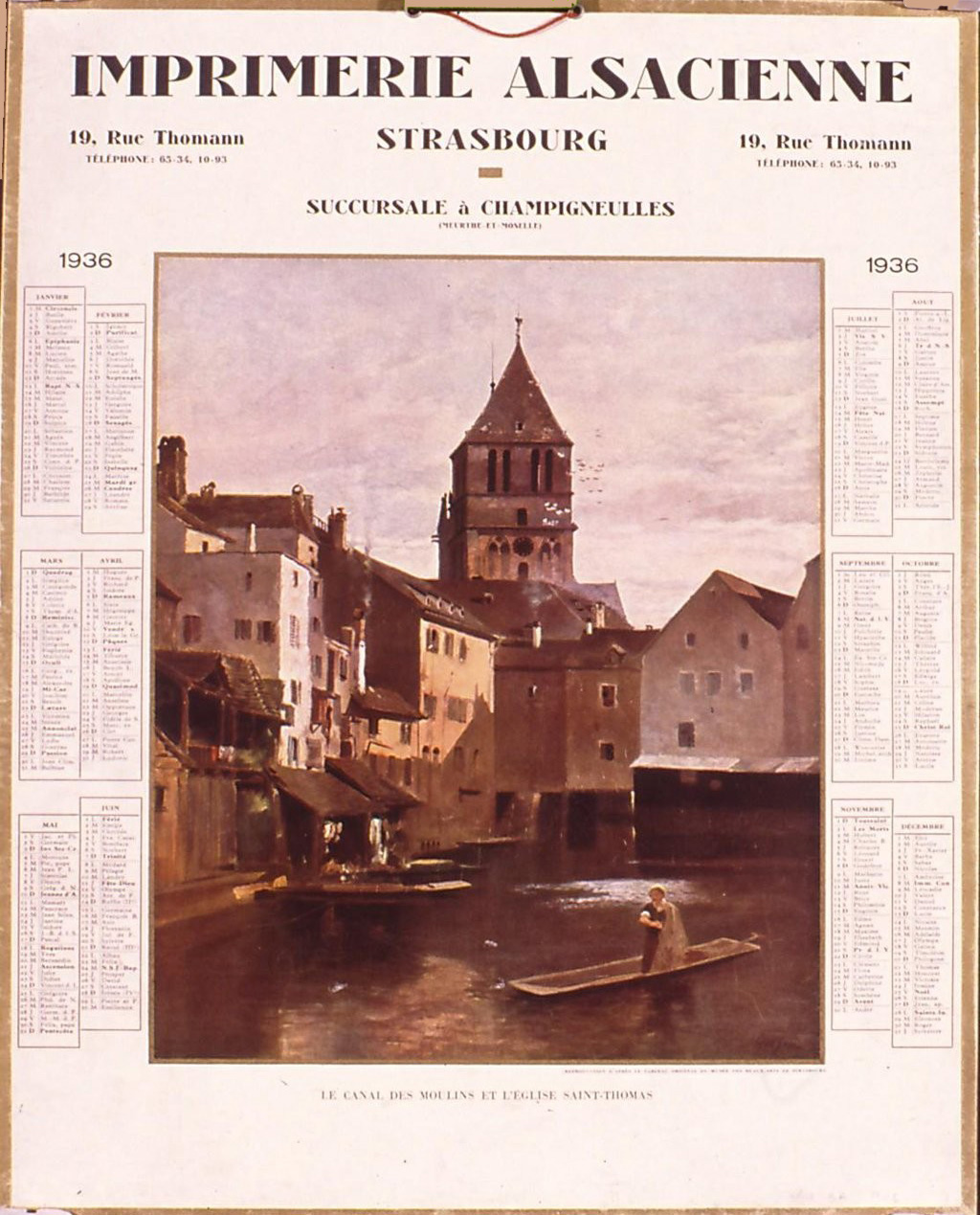
Calendrier (Grisan, 1936).